# Parafia św. Józefa w Orszy
Parafia św. Józefa w Orszy – rzymskokatolicka parafia znajdująca się w diecezji witebskiej w dekanacie orszańskim na Białorusi. Posługę duszpasterską w parafii sprawują marianie. Liczy ok. 900 wiernych.
Parafia posiada trzy kaplice dojazdowe w miejscowościach Antowil, Lamaczyn i Pahost.

## Historia
Obecny kościół pw. św. Józefa powstał w 1819 przy ufundowanym w 1650 klasztorze dominikanów, którym służył do 1863, gdy w ramach represji popowstaniowych klasztor został skasowany przez władze carskie. Następnie do zamknięcia w 1937 był kościołem parafialnym. W latach komunizmu był on początkowo stajnią i magazynem, a po wojnie domem kultury. Zwrócony wiernym w 1990.
Przed rewolucją październikową w mieście istniało siedem kościołów katolickich i kilka klasztorów, które zostały znacjonalizowane i zamknięte przez komunistów. Po upadku ZSRS zwrócono wiernym jedynie podominikański kościół św. Józefa. Do 2006 parafia św. Józefa była jedyną parafią rzymskokatolicką w mieście.
29 października 1833 w Antowilu należącym do parafii w Orszy urodziła się bł. Celina Chludzińska Borzęcka CR założycielka zmartwychwstanek.

## Przeorzy klasztoru dominikanów i proboszczowie parafii[4]
| imię i nazwisko                    | daty urzędowania |
| ---------------------------------- | ---------------- |
| klasztor dominikanów (1650-1846)   |                  |
| o. Leon Puzyna OP                  | 1817-1823        |
| o. Tomasz Mackiewicz OP            | 1824             |
| o. Grzegorz Kulikowski OP          | 1827             |
| o. Alojzy Koszko OP                | 1829-1833        |
| o. Alwery Raczkowski OP            | 1833-1843        |
| parafia diecezjalna (1846-obecnie) |                  |
| ks. Wincenty Kuczyński             | 1868-1869        |
| ks. Wincenty Graszys               | 1909-1919        |
| ks. Ignacy Żołnierowicz            | 1921-1925        |
| ks. Kazimierz Siwicki              | 1925-1928        |
| ks. Jan Wojtkiewicz MIC            | 1990             |
| ks. Jarosław Hybza MIC             | 1994-2002        |
| ks. Czesław Kureczka MIC           | 2002-2006        |
| ks. Aleksander Żarnasiek MIC       |                  |